# Olympische Winterspiele 2006/Teilnehmer (Ukraine)
| Gelbes Symbol für Goldmedaillen mit stilisierten Olympischen Ringen | Graues Symbol für Silbermedaillen mit stilisierten Olympischen Ringen | Braundes Symbol für Bronzemedaillen mit stilisierten Olympischen Ringen |
| ------------------------------------------------------------------- | --------------------------------------------------------------------- | ----------------------------------------------------------------------- |
| —                                                                   | —                                                                     | 2                                                                       |

Die Ukraine nahm an den Olympischen Winterspielen 2006 im italienischen Turin mit einer Delegation von 52 Athleten teil.

## Flaggenträger
Die Rennrodlerin Natalja Jakuschenko trug die Flagge der Ukraine sowohl während der Eröffnungs- als auch bei der Schlussfeier.

## Teilnehmer nach Sportarten

### Biathlon
Männer
- Oleksandr Bilanenko
Biathlon, Männer, 20 km: 49. Platz; 1:00:28,6 h; +6:05,6 min
Biathlon, Männer, 10 km: 36. Platz; 28:26,6 min; +2:15,0 min
Biathlon, Männer, 12,5 km: nicht angetreten
- Wjatscheslaw Derkatsch
Biathlon, Männer, 10 km: 74. Platz; 30:15,8 min; +4:04,2 min
- Andrij Derysemlja
Biathlon, Männer, 20 km: 39. Platz; 59:47,2 min; +5:24,2 min
Biathlon, Männer, 10 km: 29. Platz; 28:15,2 min; +2:03,6 min
Biathlon, Männer, 12,5 km Verfolgung: 33. Platz; 38:54,3 min; +3:34,1 min
- Oleksij Korobejnikow
Biathlon, Männer, 20 km: 54. Platz; 1:01:17,8 h; +6:54,8 min
- Ruslan Lyssenko
Biathlon, Männer, 20 km: 18. Platz; 57:16,6 min; +2:53,6 min
Biathlon, Männer, 10 km: 46. Platz; 28:56,6 min; +2:45,0 min
Biathlon, Männer, 12,5 km Verfolgung: 43. Platz; 40:16,4 min; +4:56,2 min

Frauen
- Lilija Jefremowa
Biathlon, Frauen, 15 km: 36. Platz; 55:28,0 min; +6:03,9 min
Biathlon, Frauen, 7,5 km: Bronzemedaille: 22:38,0 min; +6,6 s
Biathlon, Frauen, 10 km Verfolgung: 8. Platz; 39:09,8 min; +2:26,2 min
- Oksana Chwostenko
Biathlon, Frauen, 15 km: 20. Platz; 53:22,5 min; +3:58,4 min
Biathlon, Frauen, 7,5 km: 49. Platz; 25:10,1 min; +2:38,7 min
Biathlon, Frauen, 10 km Verfolgung: überrundet
- Nina Lemesch
Biathlon, Frauen, 7,5 km: 50. Platz; 25:13,5 min; +2:42,1 min
Biathlon, Frauen, 10 km Verfolgung: 41. Platz; 43:48,6 min; +7:05,0 min
- Olena Petrowa
Biathlon, Frauen, 15 km: 29. Platz; 54:35,6 min; +5:11,5 min
Biathlon, Frauen, 7,5 km: 44. Platz; 24:52,2 min; +2:20,8 min
Biathlon, Frauen, 10 km Verfolgung: nicht angetreten
- Walentyna Semerenko
Biathlon, Frauen, 15 km: 46. Platz; 56:22,6 min; +6:58,5 min

### Eiskunstlauf
- Julija Biloglasowa/Andrij Bech
Paarlauf: 18. Platz – 115,62 Pkt.
- Julija Holowina/Oleh Wojko
Eistanz: 23. Platz – 128,49 Pkt.
- Elena Hruschyna/Ruslan Hontscharow
Eistanz: Bronzemedaille – 195,85 Pkt.
- Halyna Jefremenko
- Anton Kowalewskyj
- Olena Ljaschenko
- Tetjana Wolossoschar/Stanislaw Morosow
Paarlauf: 12. Platz – 148,38 Pkt.

### Freestyle
- Enwer Ablajew
- Oleksandr Abramenko
- Nadija Didenko
- Ihor Ischutko
- Tetjana Kosatschenko
- Stanislaw Krawtschuk
- Olha Wolkowa

### Rennrodeln
- Jurij Hajduk
- Natalja Jakuschenko
- Roman Jaswinskyj
- Andrij Kis
- Lilia Ludan
- Oleh Scherebyzkyj

### Shorttrack
- Wolodymyr Hryhorjew
1000 m: im Viertelfinale ausgeschieden

### Ski alpin
- Mykola Skrjabin
Abfahrt, Männer: 47. Platz – 1:57,56 min
Alpine Kombination, Männer: ausgeschieden im Slalom (2. Lauf)
- Julija Syparenko

### Ski Nordisch
| Langlauf Männer - Oleksandr Batjuk - Iwan Bilossjuk - Mychajlo Humenjak - Roman Lejbjuk - Witalij Marziw - Wolodymyr Olschanskyj - Oleksandr Puzko | Langlauf Frauen - Kateryna Hryhorenko - Wita Jakymtschuk - Maryna Lissohor - Tetjana Sawalij - Walentyna Schewtschenko |

| Nordische Kombination - Serhij Djatschuk Einzel (Normalschanze K106/15 km): 45. Platz, +8:23,5 min - Mykola Koslow - Wolodymyr Tratschuk Einzel (Normalschanze K106/15 km): 48. Platz, +12:10,6 min | Skispringen - Wolodymyr Boschtschuk |